# Dodge City (Alabama)
Dodge City és una població dels Estats Units a l'estat d'Alabama. Segons el cens del 2000 tenia 612 habitants.

## Demografia
Segons el cens del 2000, Dodge City tenia 612 habitants, 231 habitatges, i 184 famílies. La densitat de població era de 75,3 habitants/km².
Dels 231 habitatges en un 33,3% hi vivien nens de menys de 18 anys, en un 70,1% hi vivien parelles casades, en un 6,9% dones solteres, i en un 20,3% no eren unitats familiars. En el 17,7% dels habitatges hi vivien persones soles el 6,9% de les quals corresponia a persones de 65 anys o més que vivien soles. El nombre mitjà de persones vivint en cada habitatge era de 2,65 i el nombre mitjà de persones que vivien en cada família era de 2,99.
Per edats la població es repartia de la següent manera: un 25,7% tenia menys de 18 anys, un 8% entre 18 i 24, un 28,9% entre 25 i 44, un 25,7% de 45 a 60 i un 11,8% 65 anys o més.
L'edat mediana era de 37 anys. Per cada 100 dones hi havia 106,8 homes. Per cada 100 dones de 18 o més anys hi havia 101,3 homes.
La renda mediana per habitatge era de 30.417 $ i la renda mediana per família de 33.393 $. Els homes tenien una renda mediana de 29.028 $ mentre que les dones 18.214 $. La renda per capita de la població era de 14.111 $. Aproximadament el 6,9% de les famílies i el 8,2% de la població estaven per davall del llindar de pobresa.

## Poblacions properes
El següent diagrama mostra les poblacions més properes.